# Implementation Force

IFOR Mouwembleem

De Implementation Force (IFOR) (Cyrillisch alfabet: ИФОР) was een vredesmacht onder leiding van de NAVO die na afloop van de Bosnische Oorlog toezag op de naleving van het Verdrag van Dayton in Bosnië en Herzegovina.
IFOR ging op 20 december 1995 van start als opvolger van de VN-vredesmacht UNPROFOR. De vredesmacht kreeg een mandaat met resolutie 1031 van de Veiligheidsraad en moest toezien op de naleving van het staakt-het-vuren en op het eerbiedigen de grens tussen de Servische en Moslim-Kroatische entiteiten door beide partijen. Waar UNPROFOR een zeer beperkt mandaat had en alleen mocht optreden indien het zelf werd aangevallen, had IFOR een veel breder mandaat om zo nodig met geweld tussenbeide te komen indien vijandelijkheden weer zouden uitbreken. Bij UNPROFOR spreekt men ook wel van "blauw optreden" (van de VN-kleur) terwijl IFOR (en later ook SFOR) bekendstaan als "groen optreden" ("groen" in de bedoeling van "militair, robuust").
Op 20 december 1996 ging IFOR over in een kleinere stabilisatiemacht, SFOR, die eveneens onder leiding stond van de NAVO.
Het hoofdkwartier van IFOR was gevestigd in Sarajevo en stond onder leiding van een Amerikaanse generaal.

## Deelnemende landen
De volgende NAVO-landen leverden troepen aan IFOR: België, Canada, Denemarken, Duitsland, Frankrijk, Griekenland, Groot-Brittannië, Hongarije, IJsland, Italië, Luxemburg, Nederland, Noorwegen, Polen, Portugal, Spanje, Tsjechië, Turkije,  en de Verenigde Staten van Amerika.
Er namen in de loop van de tijd ook een aantal niet-NAVO-landen deel aan de missie: Albanië,  Bulgarije, Estland, Egypte, Finland, Ierland, Letland, Litouwen, Maleisië, Marokko, Oekraïne, Oostenrijk, Roemenië, Rusland, Slovenië, Slowakije, Zweden, Australië en Nieuw-Zeeland

## Nederlandse deelname
De Nederlandse bijdrage bestond voornamelijk uit een gemechaniseerd (gemengd infanterie/cavalerie) bataljon en een logistiek bataljon van de Koninklijke Landmacht en ondersteunende eenheden van de landmacht en overige krijgsmachtdelen (o.a. een helikopterdetachement van de Koninklijke Luchtmacht).
Ook het Nederlandse korps mariniers is actief geweest in deze missie. De bijdrage bestond uit twee (elkaar opvolgende) 120 mm mortiercompagnieën. De 1e mortiercompagnie ("1 Morcie") verbleef het merendeel van hun halfjaarlijkse bijdrage (medio juni 1995 tot medio januari 1996) op de berg Igman nabij Sarajevo. Deze compagnie heeft, samen met de andere vuursteunende elementen van de verschillende naties die aanwezig waren op Igman, een rol gespeeld in de beschietingen op de Servische eenheden die Sarajevo beschoten, hetwelk een versnellende rol heeft gehad op het tot stand komen van het verdrag van Dayton. Het merendeel van de gegevens benodigd voor de beschietingen werd geleverd door de inzet van twee radarsystemen van de Koninklijke Landmacht, die daarvoor een detachement van dertig personen toevoegde aan de 1 Morcie van de Mariniers.
Medio december 1995 werd er door de NAVO leiding besloten deze mariniers te verplaatsen naar Jacje om daar een nieuwe locatie te betrekken samen met de 105 light gun-eenheid van de Britten. Dit gebied was tot voor kort nog strijdtoneel geweest in de hevige onderlinge strijd van de bevolking en er werd ook in een rap tempo een basiskamp gerealiseerd in en rondom een leegstaande en geplunderde fabriekshal. Later is deze locatie nog geruime tijd door de andere Nederlandse eenheden als basis gebruikt.
Eind december 1995 werd 1 Morcie afgelost door de, voor dit bijzondere geval heropgerichte, 2e Mortiercompagnie ("2 Morcie") van het Korps Mariniers. 2 Morcie heeft daar een half jaar (medio december 1995 tot juli 1996) samen met de 105 light gun van de Britten zijn thuisbasis gehad, met als hoofdtaak de "Quick Reaction Force" van IFOR. Veelvuldig is 2 Morcie in die periode ingezet om strategische posities in te nemen over heel Bosnië om zodoende kracht bij te zetten aan de voorwaarden van de NAVO welke waren overeengekomen in het verdrag.
Eind juni/begin juli 1996 werden de mariniers afgelost door 11 Mortiercie van de Luchtmobiele Brigade van de Landmacht. Hiermee kwam (voorlopig) een eind aan de inzet van het Korps Mariniers in de Balkanlanden. 11 Mortiercie heeft in het half jaar daarna dezelfde taken uitgevoerd als haar voorgangers.
Deze taken bestonden voornamelijk uit deployments in verschillende delen van MND South-West. Gemiddeld waren de mortierpelotons drie dagen per week van de basis af. Deze deployments vonden plaats via de weg alsook door de lucht, waarbij de ervaring van de Luchtmobiele Brigade zeer goed van pas kwam.
De Nederlandse eenheden waren hoofdzakelijk gestationeerd in Sisava, Jajce, Knesevo en Novi Travnik. Daarnaast waren er in de loop van de tijd kleinere steunpunten in Busovaca, Santici, Celinac, Donji Vakuf, Split (Kroatië) en Zagreb (Kroatië), bijdragen aan hoofdkwartieren in Banja Luka en Sarajevo.
In totaal leverde Nederland 5074 militairen aan IFOR.